# William Huskisson

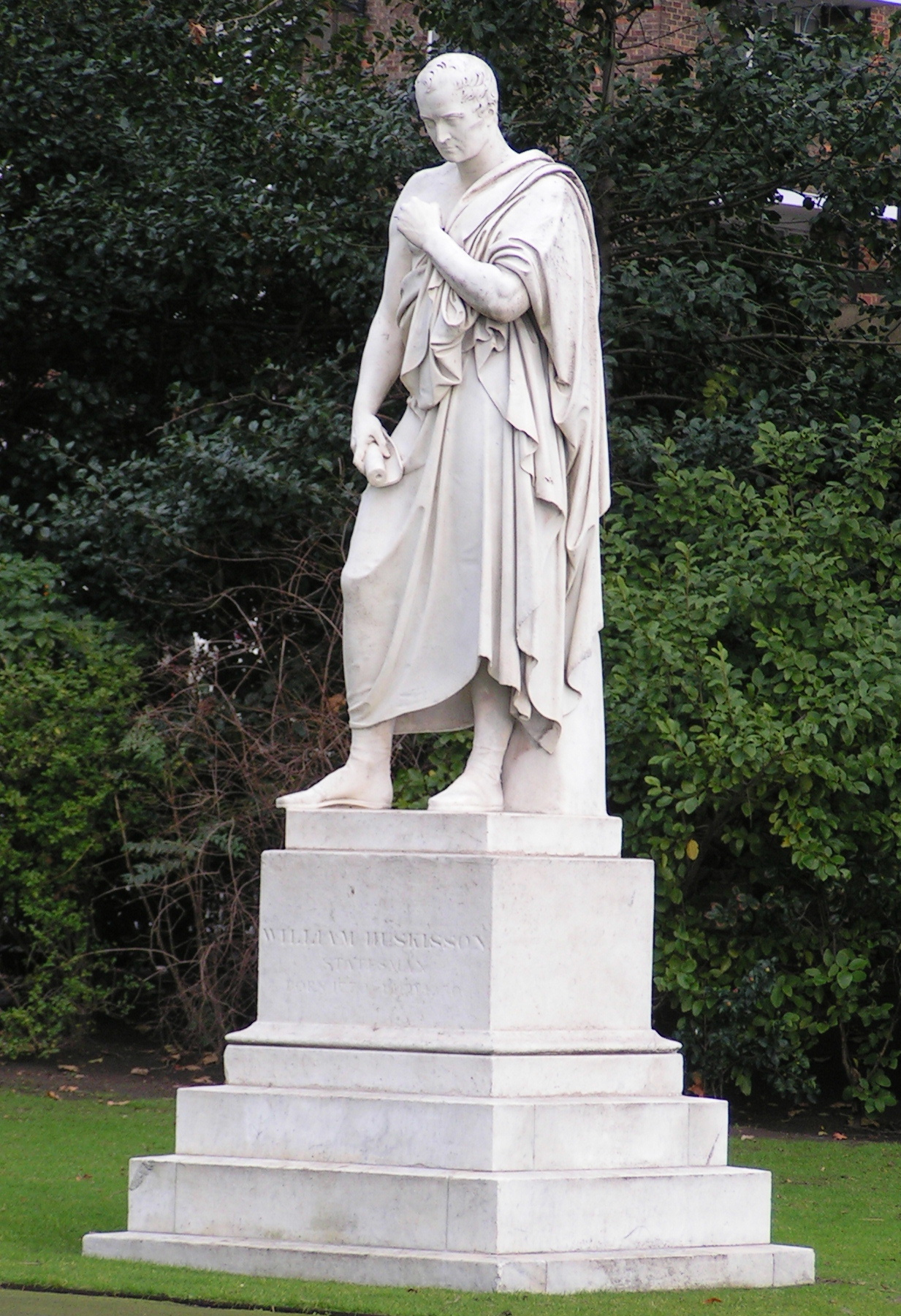
Standbeeld van William Huskisson in Pimlico Gardens, Londen

William Huskisson (11 maart 1770 – 15 september 1830), was een Brits politicus, financier, en lid van het Lagerhuis voor verschillende districten, waaronder Liverpool. Hij is vooral bekend doordat hij aan de gevolgen van een spoorwegongeval tijdens de openingsrit van de Liverpool and Manchester Railway is overleden.

## Biografie

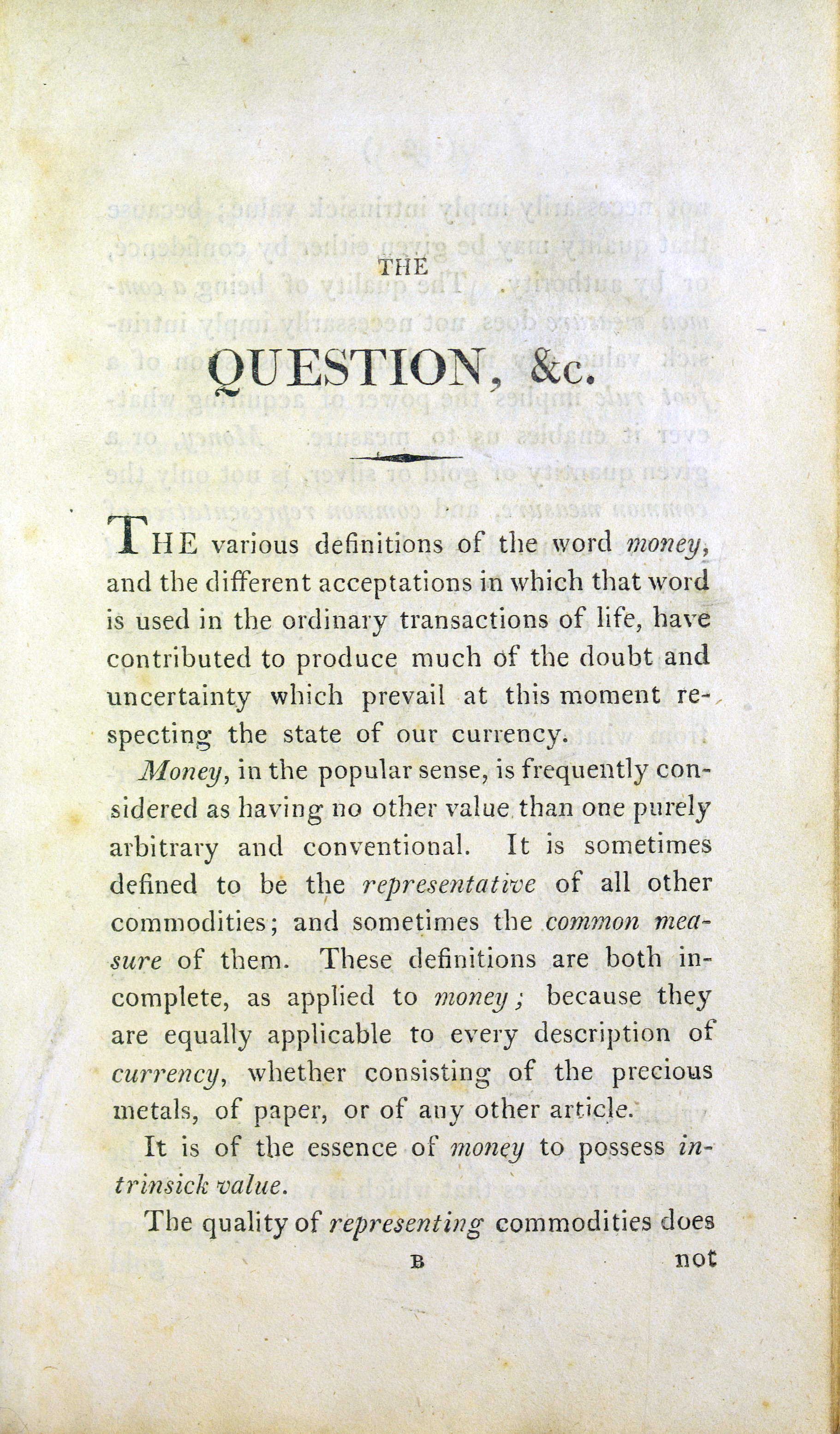
Question concerning the depreciation of our currency, 1810

William Huskisson werd geboren in Birtsmorton Court, Worcestershire op 11 maart 1770. Op 13-jarige leeftijd vertrok hij naar Parijs, waar hij bij een achteroom Dr. Richard Gem leefde. Deze was arts in de Britse ambassade aldaar. Hij bleef er tot 1792 en was dus ooggetuige van voorspel en begin van de Franse Revolutie. Deze ervaringen wekten bij hem een levenslange belangstelling voor de politiek. 
Huskisson viel al op toen hij nog in Parijs woonde. Als een aanhanger van de gematigden werd hij een lid van de club van 1789, die er voor pleitte Frankrijk in een constitutionele monarchie om te vormen. Op 29 augustus 1790 gaf hij een voordracht, getiteld Sur les Assignats.  Daarin besprak hij de vraag of de Franse regering assignaten (een soort waardepapieren) kon uitgeven. Deze toespraak gaf hem een reputatie als een financieel expert. 
Van 1790 tot 1792 was de Markies van Stafford de Britse ambassadeur in Parijs. Huskisson werd diens protegé en keerde samen met hem terug naar Londen. 
Terug in Londen kwam Huskisson snel in contact met twee machtige politieke leiders: Henry Dundas, de minister van Binnenlandse Zaken (Home Secretary), en William Pitt de Jongere, de toenmalige minister president van Groot-Brittannië. Omdat Huskisson vloeiend Frans sprak stelde Dundas hem in januari 1793 aan om de uitvoering van de Aliens Act, die vooral betrekking had op de opvang van Franse vluchtelingen, in goede banen te leiden.

## Dood

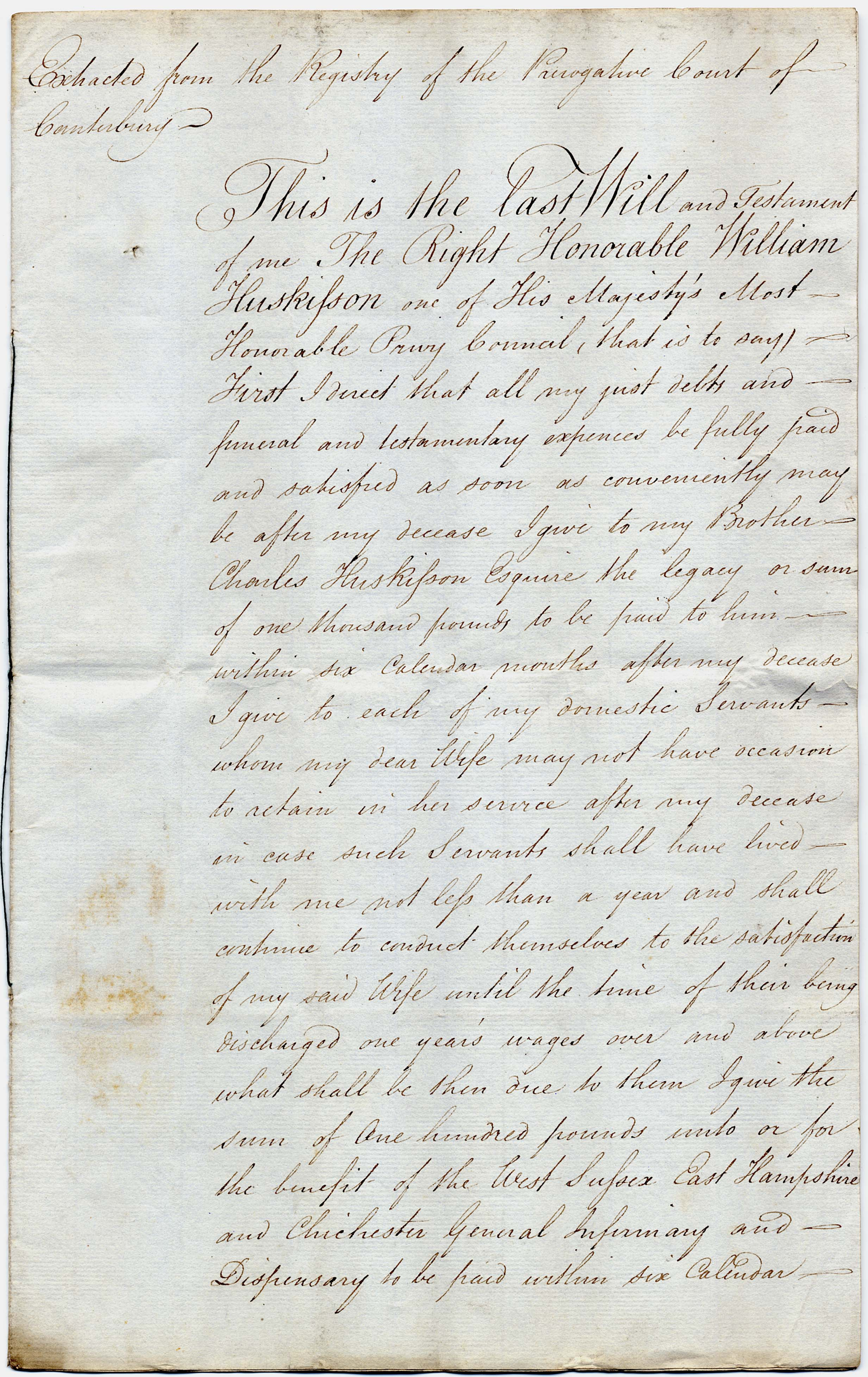
Testament van William Huskisson

Toen op 15 september 1830 's werelds eerste interstedelijke spoorlijn werd geopend, de Liverpool and Manchester Railway, reed Huskisson mee in de trein die het traject voor het eerst aflegde. Tijdens een tussenstop zag hij de Hertog van Wellington staan en besloot met hem een praatje te maken. Zonder goed op te letten stak hij het aangrenzende spoor over, waar net de locomotief Rocket langskwam. De mensen in de buurt schreeuwden nog om hem te waarschuwen, maar dat was tevergeefs. Huskissons linkerbeen werd verbrijzeld door de trein. 
Huskisson werd nog naar Eccles gebracht, waar hij enige uren later stierf.